# Pathodia sacra et profana
De bundel Pathodia sacra et profana bevat composities van de geleerde en componist Constantijn Huygens.

## Uitgave
In 1647 is de ons bekende versie van de Pathodia sacra et profana gedrukt. De bundel bevat 39 composities voor zangstem en basso continuo: twintig psalmen en negentien "airs", waarvan twaalf op Italiaanse gedichten en zeven op Franse. Het eerste woord in de titel,
"pathodia", wordt door de musicoloog Rudolf Rasch beschreven als een 'Huygeniaans neologisme', een samentrekking van 'pathos' (gevoel, hartstocht) en 'odè' (gezang). Dit woord lijkt een verwantschap aan te geven met Joan Albert Bans musica flexanima.
Op de titelpagina ontbreekt de naam van de componist. In plaats daarvan staat er het cryptische "occupati", meestal vertaald als "van een drukbezet man". Hiermee geeft Huygens aan dat hij geen beroepsmusicus is; in het dagelijks leven vervult hij een 'functie voor het openbaar nut". Als heer van stand zal Huygens het niet gepast hebben gevonden onder eigen naam een bundel muziek uit te geven. Maar mogelijk zit er nog iets anders achter. In juni 1638 stuurt Huygens een brief van Mersenne aan Ban. De brief in kwestie was al enige tijd in zijn bezit, maar hij was er nog niet aan toegekomen deze door te sturen. Huygens verontschuldigt zich als volgt:
"Verontschuldig dus, zoals u pleegt te doen, 'de drukbezette man door wie (zoals te lezen valt bij de klassieken), wat door iedereen beaamd wordt, geen enkele zaak tot een goed einde gebracht kan worden, wanneer een afgeleide geest niets dieper ontvangt, maar alles als opgedrongen weer verwerpt.' Seneca heeft het, als ik me niet vergis, zo verwoord: maar wij hebben de boeken hier niet bij de hand." 
("Excusa igitur, ut soles, 'hominem occupatum, à quo (ut apud veteres legitur) inter omnes convenit nullam rem bene exerceri posse; quando districtus animus nihil altius repetit, sed omnia velut inculcata respuit.' Seneca sic, ni fallor, pronunciavit: nam libris hic non sumus instructi.") In: Rudolf A. Rasch, "Biografische verbindingen in Constantijn Huygens' Pathodia sacra et profana (1647)." De Prate-banck 7-1 (2002): 10-16. Huygens citeert hier Seneca, De brevitate vitae 7.3. (brief aan Ban uit 1638).
Het is mogelijk dat Huygens zich door het gebruik van het woord 'occupati' probeert in te dekken tegen eventuele kritiek: wanneer hij fouten maakt, moet men hem dit maar niet kwalijk nemen, hij is tenslotte geen beroepsmusicus.

## Psalmen
De Pathodia begint met de psalmen. Deze zijn opgedragen aan Utricia Ogle, "nostra Siren". De opdracht is ondertekend met Constanter, ook hier komt Huygens' volledige naam niet voor. Na de opdracht volgt een waarschuwing waarin Huygens de musici verzoekt evenveel moeite te doen voor de uitvoering als hijzelf heeft gedaan bij het componeren van de psalmen:
"Als u, Christen, zich met deze heilige gezangen bezighoudt, bid en smeek ik u de geest met hand en stem in te zetten, gedachtig aan de verhevenheid van het affect. Net zoals het voor mij tamelijk moeilijk is geweest dit te bereiken met muzikale intervallen, zo zal het voor u verreweg het moeilijkst zijn dit te ontdekken, tenzij u een pas [= tempo] bereikt overeenkomstig de waardigheid van het onderwerp en, zoals de ouden zeiden, het volste van de tijden op beheerste wijze gebruikt, dat wil zeggen: 'Dat het vertragingen aan de samengestelde melodie verbindt en zichzelf met een tragere uitvoering ophoudt.' Met in de regel deze middenweg, zoals tussen datgene wat genoteerd is en de aandrang van een gezang in de volkstaal, moet u als het ware het midden houdend voortgaan: omdat dit niet precies met muzikale symbolen uitgelegd kon worden, achtte ik het noodzakelijk u in geschrifte te waarschuwen. Dit had ik zeker kunnen doen met een citaat, en wel een Koninklijk citaat als ik verordend zou hebben: Zing uw psalmen met begrip.[in de marge: Psal. 47, 8]" (Pathodia 1647, "Cautio". Huygens citeert hier vrij naar Martianus Capella: "[...] περίπλεα uero quae amplius quam decet moras compositae modulationis innectunt seque ipsa tardiore pronuntiatione suspendunt." Martianus Capella. De nuptiis Philologiae et Mercurii. Liber IX. Ed. Lucio Cristante. Padova: Antenore, 1987. 158, § 973.)
Het uitdrukken van affecten in muzikale intervallen is volgens Huygens zeer moeilijk, en de uitvoerende zal wellicht niet in staat zijn de essentie van de muziek te begrijpen zonder kennis van zaken en het vermogen het genoteerde tempo flexibel te benaderen. Vooral vraagt hij de
uitvoerders echter met begrip te zingen.
Op de keerzijde van het titelblad staat de volgende tekst:
ΨΑΛΩ ΣΟΙ ΕΝ ΚΥΘΑΡΑΙ Ο ΑΓΙΟΣ ΤΟΥ ΙΣΡΑΗΛ. Psal. LXXI. XXII
(ik zal U psalmzingen met de harp, o Heilige Israëls!)
Deze verwijzingen naar psalm 71 vinden we ook aan het eind van Huygens 'Gebruyck en ongebruyck van't orgel', waar hij stelt dat men het orgel maar moet gebruiken of bannen zoals
men wenst:
"Lijdt de Kerck mijn' Toonen niet, mijn Huys sal haer Kerck zijn. Soo dat te veel is, ick alleen sal haer Kerck zijn [...] ende sal mijnen Gode singen soo langh ick leve, oft beter bericht werde; [...]dy onder mijn' Luyte, ô heilige Israëls!"
De airs en aria's worden ingeleid met een verontschuldiging aan de lezer voor de frivoliteiten die volgen. Doordat de psalmen voor in de bundel geplaatst zijn en de wereldlijke composities voorafgegaan worden door dit korte, verontschuldigende voorwoord, wordt duidelijk dat
Huygens het psalmendeel belangrijker vond. Ook door het aantal ligt de nadruk op de psalmen. De negentien airs en aria's zijn in de minderheid tegenover de twintig psalmen. Dat dit een bewuste keuze is, blijkt uit het feit dat Huygens "Quomodo dilexi" (Pathodia 14) naar
Mersenne opstuurde met de opmerking dat hij aanvankelijk dacht reeds het twintigtal vol te hebben, maar dat er toch nog één bleek te ontbreken.

## Datering
Een aantal titels van composities is al jaren voor de druk van de Pathodia in Huygens' briefwisseling terug te vinden. In zijn artikel "Waarom schreef Constantijn Huygens zijn Pathodia sacra et profana?" geeft Rasch mogelijke dateringen voor de composities.
De eerste verwijzing naar airs en aria's van Huygens duiken op in verslagen over zijn zoons.
Christiaen en Constantijn jr. krijgen samen muziekles, van verschillende docenten. Gedurende de winter van 1639-1640 is de beurt aan een zekere Brun, een Frans soldaat uit het garnizoen van Utrecht, "die een' slechte stemme, maer een goede Fransche methode van singen hadde;
desen dede ick bij Constantin ende Christiaen een ure daeghs komen, om haer van jongs aen de kele loss te maken in tremblanten ende andersins, doende haer eerst eenighe Italiaensche Airs van mijn maecksel leeren, daernaer eenighe Franse [...]" Het is mogelijk dat het hier
om aria's gaat die later in de Pathodia zouden verschijnen. Een tweede aanwijzing is de Nederlandse vertaling van Marino's gedicht "Quel neo, quel vago neo". Huygens vertaalt dit gedicht in maart 1639. Opvallend is, dat de Nederlandse vertaling gezongen kan worden op de
muziek die Huygens bij de Italiaanse versie vervaardigd heeft. Mogelijk stamt deze aria (Pathodia 24) uit dezelfde periode als de vertaling.
Voor een datering van de Franse airs bestaan concretere aanwijzingen. De meeste heeft Huygens waarschijnlijk gecomponeerd ten tijde van de discussie tussen Ban en Mersenne. In 1640 verzoekt Huygens Ban een aantal Franse gedichten op muziek te zetten, zodat hij ze kan
vergelijken met airs in zijn bezit. Het is mogelijk dat het hier om Huygens' eigen gedichten gaat, en daarmee om airs van zijn hand, maar de titels ontbreken in de brief. Later stuurt Huygens zijn eigen air "Graves tesmoins" (waarschijnlijk Pathodia 34) naar Mersenne, met
de vraag of hij soms weet wie de componist ervan is. Wanneer de discussie een beetje is geluwd, begint een meer openlijke uitwisseling van airs tussen Ban en Huygens. Ook deze keer ontbreken titels in de brieven.
Andere vrienden en kennissen ontvangen eveneens composities van Constantijn Huygens. Eind 1640 stuurt hij een Franse air en een Italiaanse aria naar zijn vriend en medemuziekliefhebber Gaspar Duarte. Kennelijk doet hij alsof het onder andere gaat om een air de cour van een onbekende componist, want Duarte antwoordt: "[..] que selon me semble netre pas un air de Court neaumoins fort agreable et bon." Duarte merkte dus het verschil met de 'echte' air de cour wel degelijk op. Mogelijk gaat het hier om een air en aria uit de
Pathodia, de titels worden echter niet vermeld.
In 1642 maakt Huygens kennis met Utricia Ogle. Hij bewondert in eerste instantie haar zangstem, maar uit latere brieven en gedichten blijkt, dat zij ook een begenadigd klavierspeelster was. Gedurende twee winters (1642-1643 en 1643-1644) wonen zij beiden in Den Haag. We mogen aannemen dat Huygens en Utricia geregeld samen musiceren. In de zomers, wanneer Huygens met het leger op veldtocht is, stuurt hij naast brieven en gedichten ook muziek naar Utricia. Vermoedelijk gaat het ook hier om composities uit de Pathodia. In de zomer van 1643 dichtte Huygens zijn Airs dans ma pathologie, de teksten van de laatste drie airs uit de Pathodia. Of Huygens de muziek in dezelfde periode heeft gecomponeerd, is niet bekend.
Het gedicht "Già ti chiesi un sospir" is een jaar later geschreven. Mogelijk hangt de tekst samen met een kortstondige ruzie tussen Huygens en Utricia. Huygens schrijft in augustus 1644 een versje voor een van Utricia's muziekboeken. Het gedichtje en de bijbehorende
afbeelding, die ondertussen verloren is gegaan, schieten Utricia behoorlijk in het verkeerde keelgat. Haar antwoord is niet bekend, maar de omslachtige verontschuldiging van Huygens spreekt boekdelen. Het is wel zeker dat hij de aria "Già ti chiesi un sospir" (Pathodia 28) in dezelfde maand heeft gecomponeerd als het gedicht. Op 30 augustus 1644 voegt hij namelijk een aria bij een brief aan Henry de Beringhen, ter overlegging aan Gabriël, markies de Mortemar. In de brief geeft hij een Franse vertaling van de aria, beginnend met de regel: "Je ne te demandoy qu'un souspir seulement". Deze vertaling is overigens niet geschikt om op dezelfde muziek gezongen te worden.
In de herfst van 1644 verhuist Utricia naar Utrecht, waarmee een einde komt aan het frequente samen musiceren. Eind 1645 treedt ze in het huwelijk met de Engelse officier William Swann, het paar verhuist kort daarop naar Breda. Huygens stuurt ze bij deze gelegenheid een paar psalmen. Het lijkt erop dat hij na 1644 geen airs of aria's meer gecomponeerd heeft. De eerste keer dat er in de briefwisseling psalmen bij de naam worden genoemd, is in 1646. In maart 1646 schrijft Swann aan Huygens dat hij en Utricia twee van zijn psalmen hebben uitgevoerd, namelijk "Confitebor tibi Domine" (Pathodia 18) en "Domine Deus meus" (Pathodia 4).49 Voor 1645 is er in de briefwisseling van Huygens in het geheel geen sprake van door hem gezette psalmteksten. Dit is opvallend, aangezien zijn traktaat over (orgel)begeleiding van psalmen in 1642 werd uitgegeven. Mogelijk reageert Huygens met de psalmzettingen op de mislukte experimenten met orgelbegeleiding in kerken. Het is echter waarschijnlijker dat deze omslag iets te maken heeft met William Swann, of diens huwelijk met Utricia. In een brief aan Mersenne van 12 september 1646 schrijft Huygens over Swann:
"Je puis bien le nommer obstetricien de mes pseaumes, car il ne s'est jamais voulu saouler de m'en voire produire et sans un tel εργοδιώκτης [iemand die hem bij het werk opdrijft, AdJ] jamais je ne m'y fusse appliqué aveq tant d'assuidité."
Deze opmerking bevestigt niet alleen dat de psalmen zijn ontstaan tijdens of na de zomer van 1645, de tijd dat Swann voor het eerst in Huygens' brieven opduikt, maar suggereert ook dat Swann een actieve rol in het componeerproces heeft gespeeld. In welk opzicht wordt echter
niet duidelijk.

## De druk
In de veilingcatalogus van Huygens' bibliotheek bevindt zich onder andere de titel Airs de differens autheurs, 8 vol.51. Rasch argumenteert dat het hier gaat om de door Pierre Ballard uitgegeven serie Airs de différents autheurs mis en tabulature de luth par [...]. De laatste vijf delen, geheel gewijd aan het werk van Antoine BoëssetAntoine Boësset, zijn tevens de laatste bundels in dit genre. Het lijkt erop dat Huygens hoopte dat zijn Pathodia aan deze reeks airs de cour zou worden toegevoegd. Het uiterlijk van de Pathodia komt overeen met dat van de Airs, en beide
bevatten airs voor één zangstem met luitbegeleiding in tabulatuur. De luit raakte echter uit de mode, vandaar dat de Pathodia op het laatste moment werd gedrukt met basso continuo. In eerste instantie wordt Jean-Baptiste Boësset (de zoon van de eerder genoemde Antoine)
gevraagd de bundel gereed te maken voor druk. Ook dit is een aanwijzing dat Huygens een bijdrage wilde leveren aan Ballards serie. Deze bedankt echter voor de eer, waarna hofkapelmeester Thomas Gobert de rol van editor op zich neemt.

Tussen eind 1646 en eind 1647 stuurt Huygens, voor zover na te gaan, geen composities aan vrienden en kennissen. Wel ontstaat er een drukke briefwisseling met Mersenne en Gobert. De laatste is kennelijk onder de indruk van Huygens' werk, want in augustus 1646 schrijft hij:
"Le De Profundis est tres beau, la basse se pourmeine bien et la variété de sa modulation d'avec la douceur des accords touche beaucoup, joint au meslange et transitions de Bemol et Becarré, que vous y pratiquez si agreablement. Le Dilataverunt est aussi parfaitement beau [...]."
Gobert prijst de gevarieerde harmonie en het afwisselend gebruik van bes en b in "De profundis" (Pathodia 17). Ook de tweede psalm, "Dilataverunt" (Pathodia 6) bevalt hem zeer. Iets later stuurt Huygens zijn nieuwste psalm, "Memor fui" (Pathodia 20), en in september "Quomodo dilexi" (Pathodia 14), de psalm die het twintigtal vol moet maken. In de daaropvolgende maanden worden de composities gereedgemaakt voor de druk. Dat dit niet zonder slag of stoot gaat, blijkt uit de volgende brief van Gobert:
"Je vous supplie, Monsieur, d'accorder et de vouloir que ces guidons soient mis es lieux ou la basse se treuvera plus haute que le sujet; pour des chiffres vous veres que selon vostre inclination il y en a peu; je n'ay point jugé apropos d'en mettre davantage, qu'es lieus ou l'on peu douter de la tierce majeure et mineure, lorsqu'elles ne se rencontrent point dans le sujet. Au lieu ou il y a descendentibus in lacum, j'y ay fait mettre les petites barres que vous y treuverres pour le souslagement de plusier qui n'entendant point la composition, pouroient faire toutes quintes en seuille. Aussy M.r Ballard vous prie, Monsieur, de vouloir faire mettre partout des basses continues, et
non point de tabulature [...]."
Gobert heeft kennelijk een aantal veranderingen doorgevoerd, om muzikale en druktechnische redenen, en vraagt Huygens of deze hiermee akkoord gaat. Zo verzoekt hij te kijken naar de plaats van de "guidons" (vermoedelijk bedoelt hij hiermee de 'vinkjes' die de continuospeler waarschuwen wanneer de begeleiding boven de zangstem uitkomt). Ook vraagt hij Huygens of hij instemt met de becijferingen, waarvan er op Huygens' verzoek slechts weinig zijn. Daarnaast heeft Gobert een aantal fouten verbeterd. Hij besluit de brief met het verzoek van Ballard, die de hele Pathodia graag wil uitgeven met basso continuo in plaats van tabulatuur. Kennelijk zijn ten minste een aantal psalmen al voorzien van basso continuo, Ballard wil echter alle composities op deze wijze drukken. De continuopartijen uit de Pathodia zijn kennelijk niet door Huygens zelf verzorgd, maar door de correctoren.

Het gebeurt zelden dat Huygens zelf commentaar op zijn werk geeft. In een eerder genoemde brief aan Marin Mersenneprijst hij de dalende basmelodie van "Graves tesmoins"(Pathodia 34). In een latere brief schrijft hij Mersenne over zijn "Memor fui dierum antiquorum" (Pathodia 20):
"[...] où par dessus la basse j’ay adjousté la tabulature du luth, parceque le subject m'a conuié à le jouer dans un ton fort bizarre, et duquel toute main ordinaire ne viendroit pas à bout, sans me faire tort, qui suis fort chatouilleux du choix des chordes pour animer le chant, y trouvant des differences merveilleuses et mysterieuses."
De psalmzetting in kwestie staat, volgens Huygens, in een ongebruikelijke toon. Omdat hij bang is dat een 'gewone hand' geen recht zal doen aan het wonderlijke en mysterieuze karakter van de compositie, heeft hij de akkoorden in de luittabulatuur volledig uitgeschreven. Helaas is ook in dit geval slechts de continuopartij overgeleverd.

## Ontvangst
Nadat de Pathodia eind 1647 gedrukt was, stuurde Huygens een groot aantal bundels aan vrienden en hooggeplaatste connecties. In het laatste geval ging zijn gift steeds vergezeld van de verzekering dat hij amateur-musicus was, en dus niet om een gunst bedelde. Bij iedere brief verzon Huygens een nieuw argument om de vrucht van zijn bescheiden prestaties onder de ogen van de geadresseerde te brengen. Zo stuurde hij de Engelse koningin in ballingschap, Henriëtte Marie, een exemplaar vanwege het element van troost in de psalmteksten. Het exemplaar voor koningin Christina van Zweden liet hij presenteren door Hendrik van Nassau. Reacties van deze hooggeplaatste dames bleven echter uit.
Iets meer succes had Huygens bij de gouverneur van de Spaanse Nederlanden in Brussel, aartshertog Leopold Wilhelm. Guillaume de Bie, een verre neef van Huygens en griffier der financiën te Brussel, schreef Huygens:
"Uw brief en boek met muziek heb ik bij mijne t’huiskomst gevonden. Ik heb het den Aartshertog overhandigd, die 's'est faict chanter les airs italiens un soir a sa table, lorsqu'il n'est pas accoustume d'entendre la musique, car cela ne se faict que les jours de feste, dimanches, mardy et jeudy de la semaine, et l'on m'a rapporte que Son Alt.e en estoit extremement satisfaict, et louoit grandement vostre estude."
In dit geval liet Huygens zijn werk dus door een kennis aanbieden, waarmee hij zich in feite van een reactie verzekerde. De Bie schreef terug dat de Pathodia door de aartshertog goed was ontvangen en dat deze zelfs een aantal aria's had laten uitvoeren op een moment dat hij
niet gewoon was muziek te horen. Ook andere reacties die Huygens op zijn Pathodia kreeg waren positief.

## Andere uitgaven
Met de druk van de Pathodia lijkt voor Huygens een nieuwe tijd aangebroken. Uit zijn briefwisseling lijkt naar voren te komen dat hij na 1647 verschillende bundels met zijn composities liet uitgeven. Ook de Pathodia zelf verschijnt mogelijk nogmaals, in een nieuwe
gedaante, zo blijkt uit een van Huygens' reisverslagen. In 1656 vertrekt hij met een aantal anderen voor een diplomatieke missie naar Brussel. Behalve voor onderhandelingen met de bovengenoemde Leopold Wilhelm is er ook tijd voor muziek. In zijn verslag schrijft Huygens:
"Naer vele diergelijcke familiare discourssen, die ick niet en konde mercken dat Sijne Hoocheit verveelden, begonde ick afscheit te nemen, biddende Sijne Hoocheit niet onaengenaem te hebben als ick de vrijicheit soude nemen van hem mijne Psalmen ende andere compositiën die men nu met 3 stemmen ende 1 Tiorbe in Vranckrijck soude drucken, in Duijtschland naer te senden."
Het duurt even voor het zover is. Pas in januari 1658 noemt Huygens in een brief aan Utricia zijn nieuwste vocale werk: "Pseaumes et autres Airs recitatifs à trois, avec la Basse continue par Constantin Huygens". Waarschijnlijk gaat het om werken uit de Pathodia, driestemmig gezet en deze keer onder eigen naam uitgegeven. Opvallend is zijn benaming "autres Airs recitatives", vooral omdat het hier driestemmige composities betreft. In een brief aan Henry
du Mont vergelijkt Huygens zijn buitenissige akkoordgebruik met dat van Carlo Gesualdo:
"Vous avez bien ouy nommer le prince de Venosa, qui a mis en lumiere une si grande quantité de livres de madrigales italienes. Il y en a de tres-excellentes, et qui marquent son grand sçavoir; d'autres, et pour la pluspart, sont bizearres audelà de toute regle et coustume. Representez-vous, que vous avez à faire à un homme dont l'humeur est un peu semblable à celle de ce prince, et souffrez là dessus mes extravagances, mais non pourtant mes fautes."
Huygens vraagt Du Mont hem zijn 'eigenaardigheden' te vergeven, maar niet zijn fouten onverbeterd te laten. Verderop in dezelfde brief verontschuldigt hij zich met de woorden: "Les regles ne me sont pas inconnues, mais j'y trouve si peu de constance, et tant de contradiction parmi les auteurs [...]." Huygens mist duidelijk het voordeel van een levende leermeester. De boeken over muziektheorie zijn op sommige punten verwarrend, en spreken elkaar tegen. Naar de aard van de driestemmige airs kan men slechts gissen, de bundel is verloren gegaan.